# Locavizza di Aidussina
Locavizza di Aidussina (in sloveno Lokavec, nel XIX secolo in tedesco Lokavitz) è un paese della Slovenia, frazione del comune di Aidussina.
La località, che si trova a 173 metri s.l.m. ed a 22.8 kilometri dal confine italiano, si trova nella valle del Vipacco a 3.0 km a nord-ovest dal capoluogo comunale. È capoluogo di una delle 28 comunità locali in cui si suddivide il comune.

L'insediamento è costituito dagli agglomerati di: Bitovi, Ciochi (Čohi), Kompari, Kovači, Gorenje, Paljki, Kuši, Lahovše, Loretovše e Slokarji.

## Geografia fisica

### Alture principali
Križec, mt 663; Na Hribu, mt 889, Navrše, mt 857

### Corsi d'acqua
torrente Hubelj; torrente Lokavšček, Grajšček, Jovšček.

## Storia
Durante il dominio asburgico Loccavizza fu comune autonomo all'interno della Contea di Gorizia e Gradisca (a sua volta inquadrata dapprima nel Regno d'Illiria e successivamente dal 1849 nel Litorale austriaco). La località era nota in questo periodo con i toponimi sloveni di Lokavec o Locavec, con quelli tedeschi di Lokavitz o Locaviz e con quelli italiani di Loccaviz o Locavez. Successivamente inglobò anche il vicino comune catastale di Ottelza (Dol-Otlica), che includeva i territori degli attuali insediamenti di Otlica e di Predmeia, ma esso ridivenne autonomo nel primo decennio del XX secolo.
Nel 1920, in seguito alla prima guerra mondiale e al Trattato di Rapallo, centro abitato venne annesso al Regno d'Italia assieme al resto della Venezia Giulia. Il toponimo venne modificato dapprima in Loccavizza e poi nel 1923 in Loccavizza di Aidussina. Nello stesso anno il comune venne inquadrato nella Provincia del Friuli, con la medesima circoscrizione territoriale che in epoca asburgica: includeva infatti le frazioni di Goregne (Gorenje), Ciocchi/Ciochi (Čohi), Sloccari/Slocari (Slokarji), Bitovi (Bitovi-Lahovše) e Compari (Kompari-Kodelovše). Nel 1927 il comune di Locavizza di Aidussina passò alla ricostituita Provincia di Gorizia, ma nel 1928 venne soppresso e il suo territorio fu aggregato a Aidussina.
Nel 1947, in seguito alla seconda guerra mondiale e ai Trattati di Parigi, il comune passò alla Jugoslavia. Dal 1991 fa parte della Slovenia.

## Società

### Evoluzione demografica
Abitanti censiti. Nota Bene: fino al 1936 il dato si riferisce al comune catastale di Locavizza, che includeva anche l'agglomerato di Gradišče, oggi nell'insediamento di Aidussina